# Hūrānd
Hūrānd (persiska: هوراند) är en ort i Iran.   Den ligger i provinsen Östazarbaijan, i den nordvästra delen av landet, 500 km nordväst om huvudstaden Teheran. Hūrānd ligger 1 105 meter över havet och antalet invånare är 3 876.
Terrängen runt Hūrānd är huvudsakligen kuperad, men västerut är den bergig. Runt Hūrānd är det ganska glesbefolkat, med 27 invånare per kvadratkilometer. Hūrānd är det största samhället i trakten. Trakten runt Hūrānd består i huvudsak av gräsmarker.